# Svetovna zdravstvena organizacija
Svetovna zdravstvena organizacija (kratica SZO, angleško World Health Organization, WHO) je ena od specializiranih agencij Združenih narodov s sedežem v Ženevi. Organizacija ima vodilno vlogo na področju zdravstvenih vprašanj na globalni ravni. Izvaja zdravstvene raziskave, postavlja norme in standarde, oblikuje na dokazih temelječe politike, zagotavlja tehnično podporo državam ter nadzira in ocenjuje zdravstvene trende. Ustanovljena je bila 7. aprila 1948 kot naslednica Zdravstvene organizacije, ki je bila sestavni del Lige narodov. Njen namen je pomagati vsem na svetu za čim boljše zdravje. Vodi statistiko o številnih boleznih, bori se proti podhranjenosti, ukvarja se z reševanjem zdravstvenih problemov, skrbi za cepljenje, vodi raziskave o različnih boleznih, izda letno svetovno poročilo o zdravstvenih težavah, z vprašalniki poizveduje po vsem svetu glede zdravstvenih težav, skrbi tudi za dogodke ob Svetovnem dnevu zdravja, ki se zgodi 7. aprila vsako leto. itd. Eden od vidnejših uspehov organizacije je izkoreninjenje črnih koz po svetu.
Številni strokovnjaki SZO iz več kot 150 različnih držav delajo v 147 državah sveta, šest regionalnih uradih in v centrali - na sedežu v Ženevi. Poleg zdravnikov in strokovnjakov za javno zdravje, znanstvenikov in epidemiologov so med osebjem tudi strokovnjaki za administrativne, finančne in informacijske sisteme, kakor tudi strokovnjaki za področje zdravstvene statistike ekonomike in krizne situacije. 
Od 1. julija 2017 vodi organizacijo Tedros Adhanom Ghebreyesus.
Republika Slovenija je članica SZO od leta 1993 dalje. SZO ima pisarno v Sloveniji, njen vodja pisarne je Marijan Ivanuša.

### Slovenci v SZO
- Lidija Andolšek-Jeras je zelo aktivno delovala v SZO, ukvarjala pa se je z načrtovanjem družine in kontracepcijo.
- Božidar Voljč je bil član Izvršnega odbora SZO (2006-2009).

## Zgodovina

### Začetek
Mednarodne zdravstvene konference so se vrstile od 23. junija 1851 pa do leta 1938. Konference so se začele kot izmenjava mnenj o koleri, tedaj zelo močno problematični bolezni. Izmenjava mnenj ni bila vedno plodna, mnogokrat ni bilo niti pravih sklepov o nadaljnjem ravnanju. V Benetkah po 7 konferencah leta 1892 je bila sprejeta konvencija, ki je urejala zdravstvene predpise za ladje, ki so prečkale Sueški kanal.
Pet let kasneje so sprejeli zdravstvene predpise glede bubonske kuge. ZDA, Danska in Švedskonorveško kraljestvo niso sprejeli konvencije, a mednarodna iniciativa je bila sprejeta. Od leta 1902 do 1938 so sprejeli predpise glede rumene mrzlice, gobavosti, tuberkuloze, tifusa, bruceloze.  Tako se oblikujejo tudi zdravstveni uradi na mednarodni ravni z nastankom Društva narodov. Sanitarni uradi in zdravstvene organizacije se po drugi svetovni vojni oblikujejo v WHO Organizacije združenih narodov.
Prvi ustanovni sestanek 24. julija 1948 je pričel poslovanje organizacije s 5 milijoni ameriških dolarjev. G.Brock Chisholm je bil prvi vodja organizacije, saj je opravil veliko operativnega dela pri preoblikovanju organizacije, Andrija Štampar je bil predsedujoč v zboru članstva organizacije. Prioritete so bile omejevanje malarije, tuberkuloze in seksualno prenosljivih bolezni, izboljšava zdravja matere in otroka, določanje ukrepov glede prehrane in okoljske higiene. Emblem organizacije je bila Asklepijeva palica.

### Aktivnosti
1965: Prvo poročilo o sladkorni bolezni.
1966: Organizacija se preseli v novo zgradbo v Ženevi.
1967: WHO vloži $2.4 milijona za izboljšave pri nadzoru črnih koz. Ta aktivnost je bila zelo mučna, saj je bolezen aktivno škodila množicam. Povečali so tako obveščanje in opozarjanje na pojave bolezni in priskrbeli izolacijo. Zadnji izbruh je bila tako leta 1972 v Jugoslaviji. Leta 1979 veljajo črne koze za iztrebljeno bolezen.

Organizacija je pričela razvijati programe za izobraževanje glede tropskih bolezni, ukrepe proti otroški paralizi, vlagala v rehabilitacijo invalidov in pričela z delom proti HIV/AIDSu, ko se ta prične širiti. Podobno se WHO loti tudi ošpic.

## Politika in cilji
Svetovna zdravstvena organizacija si prizadeva najvišjo raven zdravja po svetu. Ta cilj je zapisan tudi v ustanovni listini organizacije.